# Trumsjuka
Trumsjuka eller ruminal tympani (från latin rumen, "våm", och tympanum, "trumma") är en sjukdom som kan drabba idisslare som kor och får.
När djuret har ätit viss föda som lätt jäser (som klöver eller foderlusern) i stor mängd kan gasansamling (speciellt av metangas och koldioxid) ske i våmmen. Om inte djuret kan rapa upp gasen spänns våmmen ut (och buken sväller framförallt på djurets vänstra sida), vilket kan leda till döden inom några timmar (en ko kan producera upp till 1300 liter gas på ett dygn och våmmens volym är bara ungefär 160 liter). Veterinär kan i nödfall sätta in en kanyl, troakar, om maginnehållet inte är skummande, för att avleda gasen så att djuret tillfrisknar. Hos djur med kronisk trumsjuka kan ett permanent hål in till våmmen genom kroppssidan, rumenostomi, vara en lösning.

## Folktro

### Sammetskvalster

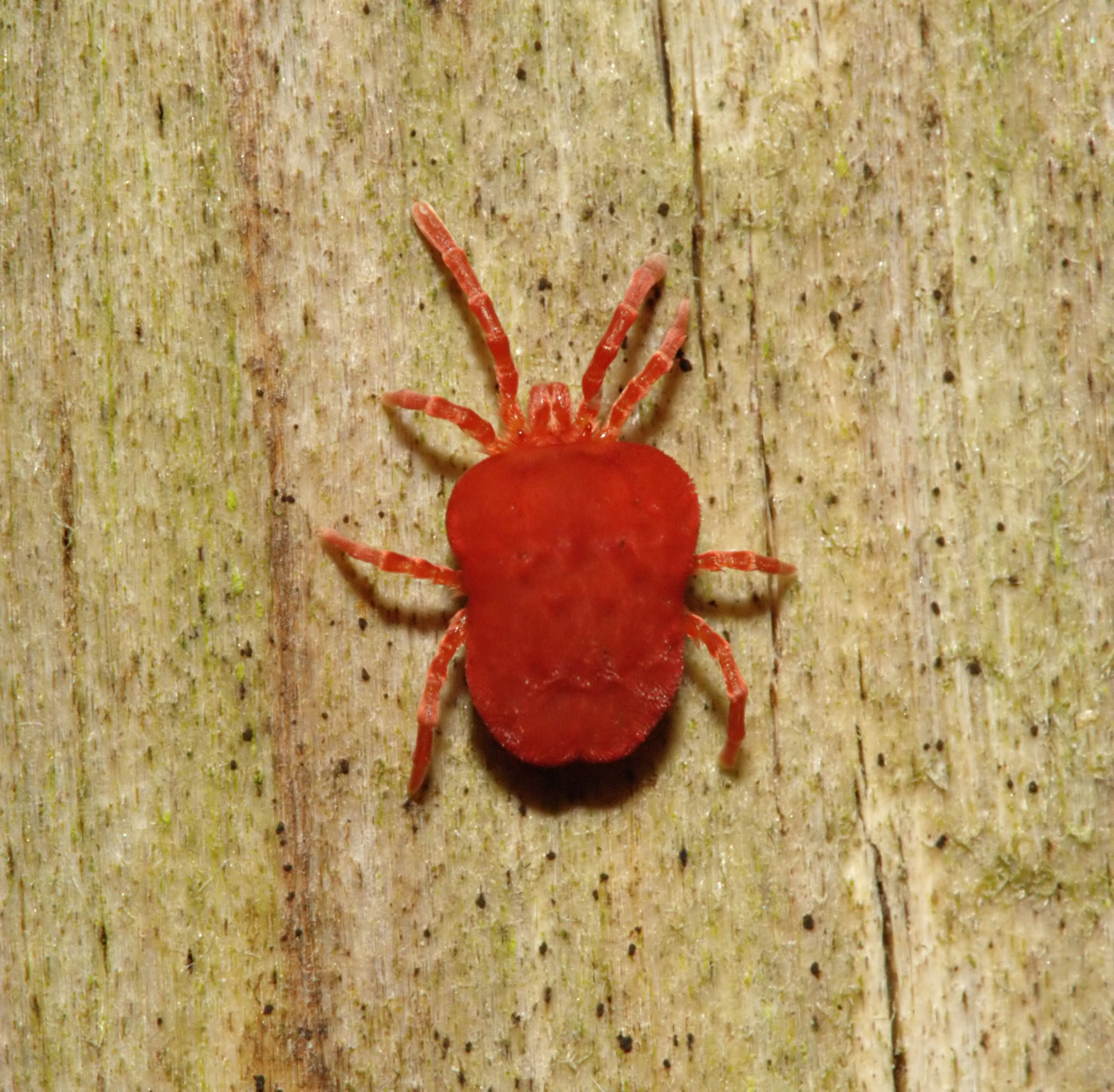
Trombidium holosericeum.

Sammetskvalstret Trombidium holosericeum har i folktro ansetts vara orsak till trumsjuka.

### Kåsingablåst
I Västergötland har ett trumsjukt djur sagts vara kåsningablåst, som antagits orsakat av att hornboskap fått i sig larver, kallade åmmor, under betet. Boten mot denna åkomma skulle vara att ge kreaturet en tvestjärt att äta. 
På det lokala västgötska bygdemålet heter tvestjärtar kåsningamark (med mark menas mask eller oegentligt även insektslarver, t ex kålmask). Det är samma kåsninga, som ingår i kåsningablåst.
Kåsninga (ibland stavat kåsinga) synes besläktat med fornnordiska kiusa, som betyder förtrolla, förhäxa. (Jämför "att tjusa någon" i nutida språk.) Det skulle alltså kunna vara ett troll, som blåst upp det stackars kreaturet.

## Trumsjuka i litteraturen
I Astrid Lindgrens ”Kerstin och jag” från 1945 får tjuren Adam Engelbrekt trumsjuka i det sjunde kapitlet. Pappan i familjen är på väg att skjuta tjuren. Då säger drängen Johan ”De tyck’ja inte han ska göre” och tar fram en trokar. ”Den stötte han med hela sin kraft rakt in i sidan på Adam Engelbrekt, så att det blev ett hål. Simsalabim, gasen gick ur den vägen, och Adam Engelbrekt var räddad till livet”, skriver Astrid Lindgren.
I kapitel 21 av romanen Fjärran från vimlets yra av den engelske författaren Thomas Hardy drabbas bondflickan Batsebas får av trumsjuka efter att ha tagit sig ut på ett klöverfält, men herden Gabriel räddar dem till slut.
I Ivar Lo-Johanssons berättelse "En olycksdag" i Statarna skickar den excentriske godsägaren de Schink ut sina kor fritt på klöverbete, varvid dessa drabbas av trumsjukan och tre sprängs.
I romanen Ormens väg på hälleberget av Torgny Lindgren fick kon Ängla trumsjuka ”och vart nödslaktad och nergrävd med skinn och allt, för vi visste ju icke säkert”.